# بيت إتسل
بيت إتسل The Etzel House (بالعبرية: בית אצ"ל‏) ويعرف أيضا باسم «بيت غيدي» Beit Gidi (بالعبرية: בית גידי‏) هو متحف يقع في تل أبيب بإسرائيل لتخليد ذكري منظمة إرجون الصهيونية شبه العسكرية، ويعرف اختصاراً باسم «إتسل» Etzel. وبيت غيدي هو أحد المبنيين التابعين لمتحف إتسل في تل أبيب ويقع بجوار شاطئ البحر.
وسمي المتحف تكريما لقائد الإرجون الضابط أميخاي باغلين، وكان اسمه الحركي «غيدي»، والمتحف مخصص لتخليد ذكرى 41 من مقاتلي الإرجون الذين لقوا حتفهم في معركة يافا عام 1948. 
يقع المبنى الرئيسي الآخر لمتحف الإتسل يطل على شارع الملك جورج ويحكي قصة بناء الإتسل، بينما يحكي بيت إتسل أو بيت غيدي الأنشطة السرية للمنظمة.  تم بناء المنزل الحجري الأصلي في عام 1900، قرب نهاية العهد العثماني، وقد بناه يهودي. وهو أحد المخلفات القليلة من فترة الأغلبية العربية في ذلك الحي قبل قيام إسرائيل، ويشار إلى ذلك الحي أحيانًا في إسرائيل باسم المنشية، والذي دُمِّر بشكل جزئي خلال معارك عام 1948.  وعلى أنقاض ذلك البيت الحجري بني هيكل زجاجي، مما شكل مبنى يحيط به منتزه تشارلز كلور من ثلاث جهات، أما الجهة الرابعة فتطل على البحر. 